# Boyeria cretensis
Boyeria cretensis – gatunek ważki z rodziny żagnicowatych (Aeshnidae). Endemit greckiej wyspy Kreta.